# Joanna Kucharzewska
Joanna Ewa Kucharzewska (ur. 3 stycznia 1973) – polska historyczka sztuki, prorektorka Uniwersytetu Mikołaja Kopernika w Toruniu.

## Życiorys
Joanna Kucharzewska w latach 1992–1997 studiowała ochronę dóbr kultury, specjalność konserwatorstwo, na Wydziale Sztuk Pięknych Uniwersytetu Mikołaja Kopernika w Toruniu. Praca magisterska dotyczyła budownictwa szkieletowego na Bydgoskim Przedmieściu. W 2004 uzyskała na UMK stopień doktora nauk o sztuce na podstawie napisanej pod kierunkiem Jerzego Malinowskiego dysertacji Architektura i urbanistyka przełomu XIX i XX wieku w Toruniu – wybrane zagadnienia. W 2016 otrzymała na UMK stopień doktor habilitowanej nauk humanistycznych w dyscyplinie nauki o sztuce, przedstawiwszy dzieło Współczesna architektura i urbanistyka Pekinu w kontekście warunków politycznych. Państwo wobec dziedzictwa kulturowego. W 2023 ukończyła studia podyplomowe na kierunku zarządzanie uczelnią wyższą.
Jej zainteresowania naukowe obejmują: zabytkową architekturę Torunia oraz współczesna architektura w dobie globalizacji oraz relacji międzykulturowych.
Od 1998 związana zawodowo z Uniwersytetem Mikołaja Kopernika w Toruniu jako asystentka (1998–2004), adiunktka (2004–2019) i profesor uczelni (od 2019). Pełniła bądź pełni funkcje: kierowniczki Katedry Historii Sztuki Nowoczesnej i Pozaeuropejskiej, zastępczyni dyrektora Instytutu Zabytkoznawstwa i Konserwatorstwa, dziekanki Wydziału Sztuk Pięknych (2020–2024) oraz prorektorki ds. promocji i współpracy z otoczeniem społeczno-gospodarczym (2024–2028). W latach 2007–2013 wykładała równolegle na Wydziale Budownictwa i Inżynierii Środowiska Uniwersytetu Technologiczno-Przyrodniczy w Bydgoszczy. Pracowała także w biurze architektonicznym.
Wyróżniona m.in. Medalem Komisji Edukacji Narodowej (2019).
Członkini: ICOMOS-Polska, Polskiego Instytutu Studiów nad Sztuką Świata, Stowarzyszenia Konserwatorów Zabytków, Stowarzyszenia Sztuki Nowoczesnej w Toruniu.

## Publikacje
Książki:
- Joanna Kucharzewska, Architektura i urbanistyka Torunia w latach 1871–1920, Warszawa: Neriton, 2004, ISBN 83-88973-69-X. Brak numerów stron w książce
- Joanna Kucharzewska, Współczesna architektura i urbanistyka Pekinu w kontekście warunków politycznych: państwo wobec dziedzictwa kulturowego, Toruń: Wydawnictwo Naukowe Uniwersytetu Mikołaja Kopernika, 2015, ISBN 978-83-231-3392-6. Brak numerów stron w książce
- Joanna Kucharzewska, Historia rodziny Weese – fabrykantów toruńskich pierników – i jej inwestycje budowlane w Toruniu, Toruń: Wydawnictwo Naukowe Uniwersytetu Mikołaja Kopernika, 2017, ISBN 978-83-231-3465-7. Brak numerów stron w książce

Joanna Kucharzewska od 2011 prowadzi także serię wydawniczą „Studia z architektury nowoczesnej”.